# Olindias formosa
Espèce
Olindias formosus est une espèce rare de méduse que l'on peut trouver dans les eaux proches du Brésil, de l'Argentine et au sud du Japon.
C'est une méduse facilement reconnaissable qui exhibe un halo de tentacules colorés, aux ondulations extravagantes, bordées de cellules urticantes.
Elle peut mesurer jusqu'à 15 cm de diamètre. Sa piqûre est douloureuse mais pas mortelle pour les humains. Elle se nourrit principalement de petits poissons.